# Marion Blondeau
Pour les articles homonymes, voir Blondeau.
Marion Blondeau, née le 30 juin 1986 à Saint-Claude, est une biathlète française. 

## Carrière
Elle commence le biathlon en 2001 à l'âge de 15 ans au Ski Club Mont Noir puis elle concilie sport et études en rejoignant la section sportive scolaire du Lycée Xavier-Marmier de Pontarlier. Des résultats significatifs arrivent alors rapidement puisque lors des championnats du monde des jeunes en 2004 pour ses débuts internationaux, elle remporte les titres de l'individuel et du relais ainsi que l'argent sur le sprint et le bronze en poursuite. Elle récidive l'année suivante en gagnant la médaille d'or sur le relais et l'argent sur le sprint.
Lors de la saison 2005/2006, après avoir changé de catégorie d'âge, elle signe de nombreux podiums en Coupe d'Europe junior. Elle s'illustre une nouvelle fois lors des mondiaux juniors en remportant quatre médailles : l'or sur l'individuel, l'argent en poursuite et en relais, le bronze en sprint. Cette série de résultats lui permet d'accéder pour la première fois à la Coupe du monde en mars 2006 sur l'étape finale d'Oslo. Elle y marque son premier et seul point en Coupe du monde (top 30), où elle n'apparaîtra plus que deux fois en janvier 2007 lors de l'étape d'Oberhof. 
Elle poursuit sa carrière jusqu'en 2009 en restant cantonnée en IBU Cup, mais sans grands résultats (un seul top 10 entre 2007 et 2009).

## Palmarès

### Coupe du monde
- Meilleur résultat sur une épreuve de Coupe du monde : 30e place.
- 85e du classement général en 2006.

### Juniors et jeunes
- Championnats du monde jeunes en Haute-Maurienne en 2004
  -  Médaille d'or de l'individuel
  -  Médaille d'or du relais
  -  Médaille d'argent du sprint
  -  Médaille de bronze de la poursuite

- Championnats du monde jeunes à Kontiolahti en 2005
  -  Médaille d'or du relais
  -  Médaille d'argent du sprint

- Championnats du monde juniors à Presque-Isle en 2006
  -  Médaille d'or de l'individuel
  -  Médaille d'argent de la poursuite
  -  Médaille d'argent du relais
  -  Médaille de bronze du sprint
- Championnats du monde juniors à Martell-Val Martello en 2007
  -  Médaille d'argent du relais

- Championnats d'Europe juniors à Langdorf en 2006
  -  Médaille de bronze du relais

## Parrainage
Marion est marraine de la 9e promotion de la formation bi-qualifiante aux métiers du .